# 1914-15 Star
L'Étoile de 1914-1915 est une décoration britannique autorisée en décembre 1918.
Cette médaille était décernée aux seuls personnels ayant servi dans un théâtre d'opérations quelconque contre les puissances centrales entre le 5 août 1914 et le 31 décembre 1915, à l'exception de ceux qui pouvaient recevoir la 1914 Star ou « Étoile de 1914 » dite « Étoile de Mons ».
Il n'y a pas de barrette à la différence de l'« Étoile de Mons ».

## Description
Une étoile de bronze de 1,75 pouce de largeur et 2,25 pouces de hauteur. L'étoile est chargée de deux épées croisées pointes en chef dont les pointes et les poignées dépassent. (Le motif est le même que celui de l'Étoile de 1914).
Le ruban moiré de 1,25 pouce de largeur contient trois bandes rouge, blanc et bleu.
Avers : Le centre est chargé d'un listel portant l'inscription 1914-1915, encerclé d'une couronne de laurier au bas de laquelle est superposé le chiffre royal GV (le V à l'intérieur du G), identification du roi George V.
Revers : Le revers est uni. Le numéro matricule, le grade, et le nom du récipiendaire sont parfois gravés au revers.
Plus de 2 000 000 de médailles ont été décernées.